# Giselberto do Luxemburgo
Giselberto do Luxemburgo (c. 1007 - 14 de agosto de 1059) foi 1.º conde de Salm e de Longwy, tendo mais tarde sido conde do Luxemburgo entre 1047 e 1059.
Herdou os condados de Salm e de Longwy depois da morte do seu irmão Henrique II da Baviera, altura em que também herdou o condado do Luxemburgo. Destacou-se pelos apoios financeiros que prestou ao Mosteiro de São Maximino em Tréveris e ao Mosteiro de São Vilibrordo em Echternach. Este acontecimento no entanto não o impediu de entrar em conflito com o arcebispo de Tréveris, Poppon, relativamente aos seus apoios ao Mosteiro de São Maximino, que foi arbitrada por seu irmão Adalberão III, bispo de Métis.
Em 1050, uma vez que a população da cidade de Luxemburgo tinha aumentado consideravelmente, procedeu a uma expansão da cidade, e a reconstrução de uma nova muralha de proteção em volta da cidade.

## Relações familiares
Foi filho de Frederico do Luxemburgo, conde de Moselgau e de Irmentruda Conradina de Gleiberg, condessa de Gleiberg, filha de Herberto de Wetterau (c. 930 - 992) e de Irmentruda de Maingau.
Com uma senhora cujo nome não se encontra documentado, teve:
1. Conrado I de Luxemburgo (1040 - 8 de agosto de 1086), conde de Luxemburgo e casado com Clemência da Aquitânia (c. 1060 - 4 de janeiro de 1142),
2. Hermano I de Salm (? - 1088), conde de Salm, fundador da Casa de Salm,
3. filha, se casou com Teodorico de Amensleben,
4. filha, casou-se no Cuno de Oltingen, conde de Oltingen,
5. Adalberão (? - 1097, Antioquia), Cônego em Métis,
6. Juta, casado Udo de Limburgo,